# Landtagswahl in Salzburg 1999
- SPÖ: 12
- GRÜNE: 2
- ÖVP: 15
- FPÖ: 7

Die Landtagswahl in Salzburg 1999 wurde am 7. März 1999 durchgeführt und war die zwölfte Landtagswahl im Bundesland Salzburg in der Zweiten Republik. Die Österreichische Volkspartei (ÖVP) konnte dabei ihr Ergebnis von 1994 halten und erstmals seit 1984 wieder zulegen. Sie gewann 0,2 Prozent hinzu und erreichte mit einem Stimmenanteil von 38,8 Prozent 15 von 36 Mandaten, was den Gewinn eines Mandates bedeutete. Die Sozialdemokratische Partei Österreichs (SPÖ) konnte hingegen nach mehrmaligen Verlusten bei Landtagswahlen 5,3 Prozent zulegen und erreichte mit 32,3 Prozent zwölf Mandate. Damit gewann die SPÖ erstmals seit 1979 wieder ein Mandat hinzu. Die Freiheitliche Partei Österreichs (FPÖ) stagnierte nach den Gewinnen bei den vorangegangenen Wahlen und erzielte ein kleines Plus von 0,1 Prozent. Mit 19,6 Prozent verlor sie jedoch ein Mandat und entsandte in der Folge 7 Landtagsabgeordnete in den Landtag. Die Grünen – Die Grüne Alternative (GRÜNE) verloren hingegen 1,9 Prozent und ein Mandat, womit die sie nur noch 5,4 Prozent und zwei Mandate erreichten. Das Liberale Forum verfehlte wie bereits 1994 mit 3,5 Prozent den Einzug in den Landtag, an dem auch die Christlich-Soziale Union Österreichs (CSUÖ) mit 0,3 Prozent scheiterte.
Der Landtag der 12. Gesetzgebungsperiode konstituierte sich in der Folge und wählte die Landesregierung Schausberger II zur neuen Salzburger Landesregierung.

## Gesamtergebnis
|                                                               | Ergebnisse 1999  | Ergebnisse 1999  | Ergebnisse 1999  | Ergebnisse 1994  | Ergebnisse 1994  | Ergebnisse 1994  | Differenzen | Differenzen | Differenzen |
| ------------------------------------------------------------- | ---------------- | ---------------- | ---------------- | ---------------- | ---------------- | ---------------- | ----------- | ----------- | ----------- |
| Wahlberechtigte                                               | 352.867          | 352.867          | 352.867          | 346.626          | 346.626          | 346.626          | + 6.241     | + 6.241     | + 6.241     |
| Wahlbeteiligung                                               | 74,09 %          | 74,09 %          | 74,09 %          | 75,45 %          | 75,45 %          | 75,45 %          | - 1,36 %    | - 1,36 %    | - 1,36 %    |
|                                                               | Stimmen          | %                | Mand.            | Stimmen          | %                | Mand.            | Stimmen     | %           | Mand.       |
| Abgegebene Stimmen                                            | 261.422          |                  |                  | 261.520          |                  |                  | - 98        |             |             |
| Ungültig                                                      | 8.817            | 3,37 %           |                  | 5.882            | 2,25 %           |                  | + 2.935     | + 1,12 %    |             |
| Gültig                                                        | 252.605          | 96,63 %          |                  | 255.638          | 97,75 %          |                  | - 3.033     | - 1,12 %    |             |
| Partei                                                        |                  |                  |                  |                  |                  |                  |             |             |             |
| Österreichische Volkspartei (ÖVP)                             | 97.890           | 38,75 %          | 15               | 98.676           | 38,60 %          | 14               | - 786       | + 0,15 %    | + 1         |
| Sozialistische Partei Österreichs (SPÖ)                       | 81.704           | 32,34 %          | 12               | 69.146           | 27,05 %          | 11               | + 12.558    | + 5,29 %    | + 1         |
| Freiheitliche Partei Österreichs (FPÖ)                        | 49.457           | 19,58 %          | 7                | 49.827           | 19,49 %          | 8                | - 370       | + 0,09 %    | - 1         |
| Die Grünen – Die Grüne Alternative (GRÜNE)                    | 13.610           | 5,39 %           | 2                | 18.590           | 7,27 %           | 3                | - 4.980     | - 1,88 %    | - 1         |
| Liberales Forum (LIF)                                         | 9.242            | 3,66 %           | 0                | 14.737           | 5,76 %           | 0                | - 5.495     | - 2,10 %    | ± 0         |
| Christlich-Soziale Union Österreichs (CSUÖ)                   | 702              | 0,28 %           | 0                | nicht kandidiert | nicht kandidiert | nicht kandidiert | + 702       | + 0,28 %    | ± 0         |
| Österreichische Autofahrer- und Bürgerinteressenpartei (ÖABP) | nicht kandidiert | nicht kandidiert | nicht kandidiert | 4.662            | 1,82 %           | 0                | - 4.662     | - 1,82 %    | ± 0         |
| Gesamt                                                        | 252.605          | 100,00 %         | 36               | 255.638          | 100,00 %         | 36               | - 3.033     |             |             |